# (9648) Gotouhideo
(9648) Gotouhideo (1995 UB9) – planetoida z pasa głównego asteroid okrążająca Słońce w ciągu 3,42 lat w średniej odległości 2,27 j.a. Odkryta 30 października 1995 roku.